# Clifford Taubes
Clifford Henry Taubes (1954) é um matemático estadunidense.

## Obras
- Modeling Differential Equations in Biology ISBN 0-13-017325-8
- The L Squared Moduli Spaces on Four Manifold With Cylindrical Ends (Monographs in Geometry and Topology)ISBN 1-57146-007-1
- Metrics, Connections and Gluing Theorems (CBMS Regional Conference Series in Mathematics) ISBN 0-8218-0323-9